# Acatita de Ameca
Acatita de Ameca är en ort i Mexiko.   Den ligger i kommunen Valparaíso och delstaten Zacatecas, i den centrala delen av landet, 600 km nordväst om huvudstaden Mexico City. Acatita de Ameca ligger 1 697 meter över havet och antalet invånare är 186.
Terrängen runt Acatita de Ameca är kuperad, och sluttar västerut. Runt Acatita de Ameca är det mycket glesbefolkat, med 5 invånare per kvadratkilometer. Acatita de Ameca är det största samhället i trakten. I omgivningarna runt Acatita de Ameca växer huvudsakligen savannskog.